# Чемпионат мира по шорт-треку 2016
Чемпионат мира по шорт-треку 2016 года прошёл с 11 по 13 марта в Сеуле, Южная Корея. Соревнования были проведены среди мужчин и среди женщин в многоборье и эстафетах.
Чемпион в многоборье определялся по результатам четырёх дистанций — на 500, 1000, 1500 и 3000 метров. На дистанциях сначала проводились предварительные забеги, затем лучшие шорт-трекисты участвовали в финальных забегах. Очки начислялись за каждое место в финале (34 очков за 1 место, 21 за 2-е, 13 за 3-е, 8 за 4-е, 5 за 5-е, 3 за 6-е, 2 за 7-е, 1 за 8-е). С 2009 года лидер после первых 1000 м на дистанции 3000 м получает дополнительно 5 очков. Чемпионом мира становится спортсмен, набравший наибольшую сумму очков по итогам четырёх дистанций. В случае равенства набранных очков преимущество отдаётся спортсмену, занявшему более высокое место на дистанции 3000 м.
Также проводятся эстафеты у женщин на 3000 м и у мужчин на 5000 м. В эстафете принимает участие команда из четырёх спортсменов.

## Медальный зачёт
| Место         | Страна           | Золото | Серебро | Бронза | Всего |
| ------------- | ---------------- | ------ | ------- | ------ | ----- |
| 1             | Китай            | 4      | 1       | 2      | 7     |
| 2             | Республика Корея | 3      | 1       | 2      | 6     |
| 3             | Канада           | 2      | 6       | 1      | 9     |
| 4             | Венгрия          | 1      | 1       | 2      | 4     |
| 5             | Великобритания   | 0      | 1       | 2      | 3     |
| 6             | Россия           | 0      | 0       | 1      | 1     |
| Всего медалей | Всего медалей    | 10     | 10      | 10     | 30    |

## Медалисты

### Мужчины
| Соревнование    | Золото                                                    | Золото   | Серебро                                                                     | Серебро  | Бронза                                                                           | Бронза   |
| --------------- | --------------------------------------------------------- | -------- | --------------------------------------------------------------------------- | -------- | -------------------------------------------------------------------------------- | -------- |
| 500 м           | Шандор Шаолинь Лю · Венгрия                               | 41,046   | У Дацзин · Китай                                                            | 41,066   | Лю Шаоанг · Венгрия                                                              | 40,965   |
| 1000 м          | Шарль Амлен · Канада                                      | 1:24,436 | Самюэль Жирар · Канада                                                      | 1:24,787 | У Дацзин · Китай                                                                 | 1:24,868 |
| 1500 м          | Хань Тяньюй · Китай                                       | 2:17,355 | Лю Шаоанг · Венгрия                                                         | 2:17,470 | Пак Се Ён · Республика Корея                                                     | 2:17,582 |
| 3000 м          | Хань Тяньюй · Китай                                       | 4:49,450 | Пак Се Ён · Республика Корея                                                | 4:49,939 | Шарль Амлен · Канада                                                             | 4:50,314 |
| Многоборье      | Хань Тяньюй · Китай                                       | 68 очков | Шарль Амлен · Канада                                                        | 48 очков | Шандор Шаолинь Лю · Венгрия                                                      | 41 очко  |
| Эстафета 5000 м | Китай · У Дацзин · Хань Тяньюй · Ши Цзиннань · Сюй Хунчжи | 6:51.816 | Канада · Шарль Амлен · Самюэль Жирар · Ша́рль Курнуайе · Александр Фатхуллин | 6:51.796 | Республика Корея · Пак Се Ён · Со И Ра · Пак Чи Вон · Квак Юн Ги · Ким Джун Чхон | 7:05.622 |

### Женщины
| Соревнование    | Золото                                                                            | Золото   | Серебро                                                                                           | Серебро  | Бронза                                                                                | Бронза   |
| --------------- | --------------------------------------------------------------------------------- | -------- | ------------------------------------------------------------------------------------------------- | -------- | ------------------------------------------------------------------------------------- | -------- |
| 500 м           | Фань Кэсинь · Китай                                                               | 43,258   | Марианна Сен-Желе · Канада                                                                        | 43,317   | Цюй Чуньюй · Китай                                                                    | 43,389   |
| 1000 м          | Чхве Мин Джон · Республика Корея                                                  | 1:31,465 | Элиза Кристи · Великобритания                                                                     | 1:31,980 | Касандра Брадетт · Канада                                                             | 1:32,607 |
| 1500 м          | Марианна Сен-Желе · Канада                                                        | 2:34,775 | Чхве Мин Джон · Республика Корея                                                                  | 2:34,470 | Элиза Кристи · Великобритания                                                         | 2:34,656 |
| 3000 м          | Сюзанне Схюлтинг · Нидерланды                                                     | 4:57,883 | Го Ихань · Китай                                                                                  | 4:58,690 | Элиза Кристи · Великобритания                                                         | 5:14,360 |
| Многоборье      | Чхве Мин Джон · Республика Корея                                                  | 66 очков | Марианна Сен-Желе · Канада                                                                        | 63 очка  | Элиза Кристи · Великобритания                                                         | 47 очков |
| Эстафета 3000 м | Республика Корея · Чхве Мин Джон · Но До Хи · Сим Сок Хи · Ли Ын Бёль · Ким А Ран | 4:15.231 | Канада · Валери Мальте · Одри Фанёф · Касандра Брадетт · Марианна Сен-Желе · Намасте Харрис-Готье | 4:16.618 | Россия · Софья Просвирнова · Екатерина Ефременкова · Евгения Захарова · Эмина Малагич | 4:16.227 |